# 史考特幫
〈史考特幫〉是美國嘻哈音樂雙人組合史考特幫（成員為特拉维斯·斯科特、卡迪小子）推出的同名歌曲，由史詩唱片、Cactus Jack和Wicked Awesome於2020年4月24日發行。